# マキ・プロダクション
株式会社マキ・プロダクション（略称：マキ・プロ）は、テレビアニメなどのタイトルロゴのデザインやリスワーク分野などを専門に担当する日本の企業である。

## 概要
同社は、現在も代表取締役社長を務めている牧正宏が設立した会社である。創業当初の1970年代半ばから1980年代までは、上記事業の他セル画の彩色作業なども行っていた。デジタル化する前のテレビアニメの半分以上のテロップは同社が手掛けていた。
2000年頃まで本社が東京都杉並区善福寺3丁目2番10号にあったが現在は他業種の会社が入っている。

## 携わった主な作品

### テレビアニメ
- 宇宙戦艦ヤマト （1974年-1975年、タイトル）
- 伝説巨神イデオン （1980年-1981年、タイトル）
- ずっこけナイトドンデラマンチャ（1980年、タイトル）
- 宇宙戦士バルディオス （1980年-1981年、タイトルデザイン・仕上）
- 鉄腕アトム（新） （1980年-1981年、仕上）
- 戦国魔神ゴーショーグン （1981年、タイトル）
- うる星やつら （1981年-1986年、タイトルデザイン）
- 魔法のプリンセス ミンキーモモ 第1作 （1982年-1983年、タイトルデザイン・仕上）
- 聖戦士ダンバイン （1983年-1984年、タイトルデザイン）
- 装甲騎兵ボトムズ （1983年-1984年、タイトルデザイン）
- 巨神ゴーグ （1984年、タイトルデザイン）
- ダーティペア （1985年、タイトルデザイン）
- 超獣機神ダンクーガ （1985年、タイトルデザイン）
- ハイスクール奇面組 （1985年-1987年、タイトル）
- 機動戦士ガンダムZZ（1986年-1987年、メインタイトル）
- めぞん一刻 （1986年 - 1988年、タイトル）
- ついでにとんちんかん （1987年-1988年、タイトル）
- シティーハンター （1987年-1988年、タイトル）
- F （1988年、タイトルデザイン）
- キテレツ大百科 （1988年-1996年、タイトル）
- ドラゴンクエスト （1989年-1990年、タイトル）
- らんま1/2、らんま1/2熱闘編（1989年-1992年、タイトル）
- 機動警察パトレイバー （1989年-1990年、タイトル）
- がきデカ （1989年-1990年、タイトル）
- アイドル伝説えり子 （1989年-1990年、タイトル）
- YAWARA! （1989年-1992年、タイトル）
- キャッ党忍伝てやんでえ （1990年-1991年、タイトル）
- アイドル天使 ようこそようこ （1990年-1991年、タイトル）
- 魔法のエンジェルスイートミント（1990年-1991年、タイトル）
- ジャンケンマン （1991年-1992年、タイトル）
- ゲンジ通信あげだま（1991年-1992年、タイトル）
- 少年アシベ （1991年-1993年、タイトル）
- ママは小学4年生  （1992年、タイトル）
- 宇宙の騎士テッカマンブレード （1992年-1993年、テロップ）
- スペースオズの冒険（1992年-1993年、タイトル）
- コボちゃん （1992年-1994年、タイトル）
- 幽☆遊☆白書 （1992年-1995年、タイトルデザイン）
- 花の魔法使いマリーベル (1992年-1993年、タイトル)
- 姫ちゃんのリボン （1992年-1993年、タイトル）
- カリメロ （1992年-1993年、タイトル）
- ミラクル☆ガールズ （1993年、タイトル）
- しましまとらのしまじろう （1993年-2008年、タイトル）
- 無責任艦長タイラー （1993年、タイトル）
- 剣勇伝説YAIBA （1993年-1994年、タイトル）
- 勇者特急マイトガイン （1993年-1994年、タイトル）
- 赤ずきんチャチャ （1994年-1995年、タイトル）
- とっても!ラッキーマン （1994年-1995年、タイトル）
- メタルファイター♥MIKU （1994年、タイトル）
- D・N・A² 〜何処かで失くしたあいつのアイツ〜 （1994年、タイトル）
- 魔法騎士レイアース （1994年-1995年、タイトル）
- 忍たま乱太郎（1995年-2001年、タイトル）※「牧正宏」名義
- 恐竜冒険記ジュラトリッパー （1995年、タイトル・リスワーク）
- ふしぎ遊戯 （1995年-1996年、タイトル）
- モジャ公 （1995年-1997年、タイトル）
- 新世紀エヴァンゲリオン （1995年-1996年、リスワーク）
- 愛天使伝説ウェディングピーチ （1995年-1996年、タイトル）
- ナースエンジェルりりかSOS  （1995年-1996年、タイトル)
- 怪盗セイント・テール （1995年-1996年、タイトル）
- 機動新世紀ガンダムX （1996年、タイトル・リスワーク）
- バケツでごはん （1996年、タイトル）
- こどものおもちゃ （1996年-1998年、タイトル）
- こちら葛飾区亀有公園前派出所 （1996年-2004年、タイトル）
- るろうに剣心 -明治剣客浪漫譚-（1996年 - 1998年、タイトル）
- ハーメルンのバイオリン弾き（1996年 - 1997年、タイトル）
- ポケットモンスターシリーズ
  - ポケットモンスター （1997年-2002年、リスワーク・テロップ）
  - ポケットモンスター アドバンスジェネレーション （2002年-2006年、テロップ）
- みすて♡ないでデイジー （1997年、タイトル・リスワーク）
- HAUNTEDじゃんくしょん （1997年、タイトル・リスワーク）
- ネクスト戦記EHRGEIZ （1997年、タイトル・リスワーク）
- 忍ペンまん丸 （1997年-1998年、リスマスク）
- 烈火の炎 （1997年-1998年）
- 剣風伝奇ベルセルク（1997年-1998年、タイトル）
- カードキャプターさくら （1998年-2000年、タイトル）
- アキハバラ電脳組 （1998年、タイトル）
- プリンセスナイン 如月女子高野球部 （1998年、タイトル）
- LEGEND OF BASARA （1998年、タイトル）
- TRIGUN （1998年、タイトル）
- SHADOW SKILL （1998年、タイトル・リスワーク）
- スーパードール★リカちゃん （1998年-1999年、タイトル）
- MASTERキートン （1998年-1999年、タイトル・リスワーク）
- 魔術士オーフェン （1998年-1999年、タイトル）
- ビーストウォーズII 超生命体トランスフォーマー（1998年-1999年、タイトル）
- 小さな巨人 ミクロマン （1999年、タイトル）
- ToHeart （1999年、タイトル）
- エデンズボゥイ （1999年、タイトル・リスワーク）
- アークザラッド （1999年、タイトル）
- 今、そこにいる僕 （1999年-2000年、タイトル・リスワーク）
- ビーストウォーズネオ 超生命体トランスフォーマー（1999年、タイトル）
- ゾイド -ZOIDS- （1999年-2000年、テロップ）
- 魔術士オーフェン Revenge （1999年-2000年、タイトル）
- ブギーポップは笑わない Boogiepop Phantom （2000年、タイトル・リスワーク）
- ニャニがニャンだー ニャンダーかめん （2000年-2001年、タイトル）
- タイムボカン2000 怪盗きらめきマン （2000年、タイトル）
- 風まかせ月影蘭 （2000年、クレジットタイトル）
- サクラ大戦TV （2000年、タイトル）
- 陽だまりの樹 （2000年、タイトル・リスワーク）
- 犬夜叉 （2000年-2004年、タイトル・リスワーク）
- ゾイド新世紀スラッシュゼロ （2001年、テロップ）
- こみっくパーティー（2001年、テロップ）
- チャンス〜トライアングルセッション〜 （2001年、タイトル）
- X -エックス- （2001年、タイトル）
- テニスの王子様 （2001年-2005年、タイトル）
- はじめの一歩 （2002年、リスマスク）
- 炎の蜃気楼 （2002年、タイトル）
- アクエリアンエイジ Sign for Evolution （2002年、タイトル）
- ドラゴンドライブ （2002年-2003年、タイトル）
- コロッケ! （2003年-2005年、テロップ）
- 蒼穹のファフナー （2004年、テロップ）
- BECK （2004年-2005年、テロップ）

### OVA
- バブルガムクライシス（1987年-1991年、タイトル、PART.2よりリスワークも担当）
- リカちゃんの日曜日 （1992年、タイトル）
- リカちゃんとヤマネコ 星の旅  （1994年、タイトル）

- ソニック・ザ・ヘッジホッグ （1996年、タイトル・リスワーク）
- ミュータント・タートルズ 超人伝説編 （1996年、タイトル・リスワーク）
- ウェディングピーチDX （1996年-1997年、タイトル）

### 劇場映画
- 戦国魔人ゴーショーグン 時の異邦人
- コブラ
- 宇宙戦士バルディオス 劇場版 （1981年、協力）
- うる星やつらシリーズ
  - うる星やつら3 リメンバー・マイ・ラブ （1985年、タイトルデザイン）
  - うる星やつら4 ラム・ザ・フォーエバー （1986年、アニメーション製作協力）
- 妖精フローレンス （1985年、協力）
- ダーティペアの大勝負 ノーランディアの謎 （1986年、タイトルデザイン）
- スーパーマリオブラザーズ ピーチ姫救出大作戦! （1986年、タイトル）
- RUNNING BOY スター・ソルジャーの秘密 （1986年、タイトル）
- シティーハンターシリーズ （タイトル・リスマーク）
  - シティーハンター 愛と宿命のマグナム （1989年）
  - シティーハンター 百万ドルの陰謀 （1990年）
  - シティーハンター ベイシティウォーズ （1990年）
- らんま1/2 中国寝崑崙大決戦! 掟やぶりの激闘篇!! （1991年、タイトル・リスワーク）
- ドラえもんシリーズ
  - ドラえもん のび太とブリキの迷宮 （1993年、協力）
  - ドラえもん のび太の創世日記 （1995年、協力）
  - ドラえもん のび太と銀河超特急 （1996年、協力）
  - ドラえもん のび太のねじ巻き都市冒険記 （1997年、協力）
  - ザ☆ドラえもんズ ムシムシぴょんぴょん大作戦! （1998年、リスマスク）
  - 帰ってきたドラえもん （1998年、リスマスク）
  - ドラえもん のび太の南海大冒険 （1998年、協力）
  - ザ☆ドラえもんズ おかしなお菓子なオカシナナ? （1999年、リスマスク）
  - のび太の結婚前夜 （1999年、リスマスク）
  - ドラえもん のび太の宇宙漂流記 （1999年、協力）
  - ザ☆ドラえもんズ ドキドキ機関車大爆走! （2000年、リスマスク）
  - おばあちゃんの思い出 （2000年、リスマスク）
  - ドラえもん のび太の太陽王伝説 （2000年、協力）
  - がんばれ!ジャイアン!! （2001年、リスマスク）
  - ドラえもん のび太と翼の勇者たち （2001年、協力）
  - ぼくの生まれた日 （2002年、リスマスク）
  - ドラえもん のび太とロボット王国 （2002年、協力）
- GHOST IN THE SHELL / 攻殻機動隊 （1995年、タイトル・リスワーク）
- ルパン三世 くたばれ!ノストラダムス （1995年、タイトル）
- スレイヤーズシリーズ
  - スレイヤーズ RETURN （1996年、タイトル・タイトルデザイン）
  - スレイヤーズ ぐれいと （1997年、タイトル・タイトルデザイン）
- 名探偵コナンシリーズ
  - 名探偵コナン 時計じかけの摩天楼 （1997年、リスワーク）
  - 名探偵コナン 14番目の標的 （1998年、リスワーク）
  - 名探偵コナン 世紀末の魔術師 （1999年、リスワーク）
  - 名探偵コナン 瞳の中の暗殺者 （2000年、リスワーク）
  - 名探偵コナン 天国へのカウントダウン （2001年、リスワーク）
  - 名探偵コナン ベイカー街の亡霊 （2002年、リスワーク）
  - 名探偵コナン 銀翼の奇術師 （2004年、リスワーク）
  - 名探偵コナン 水平線上の陰謀 （2005年、リスワーク）
  - 名探偵コナン 探偵たちの鎮魂歌 （2006年、リスワーク）
- 劇場版ポケットモンスターシリーズ
  - ピカチュウのなつやすみ （1997年、リスワーク）
  - 劇場版ポケットモンスター ミュウツーの逆襲 （1997年、タイトル）
  - 劇場版ポケットモンスター 水の都の護神 ラティアスとラティオス （2002年、テロップ）
  - 劇場版ポケットモンスター アドバンスジェネレーション 裂空の訪問者 デオキシス （2004年、テロップ）
- 新世紀エヴァンゲリオンシリーズ
  - 新世紀エヴァンゲリオン劇場版 シト新生（1997年、リスワーク）
  - 新世紀エヴァンゲリオン劇場版 Air/まごころを、君に （1997年、リスワーク）
- 機動戦士ガンダム 第08MS小隊 ミラーズ・リポート （1998年、タイトル・リスワーク）
- パーフェクトブルー （1998年、タイトル・リスワーク）
- アキハバラ電脳組 2011年の夏休み （1999年、リスワーク）
- 劇場版少女革命ウテナ〜アドゥレセンス黙示録 （1999年、タイトル・リスワーク）
- こちら葛飾区亀有公園前派出所 THE MOVIE （1999年、タイトル）
- 人狼 JIN-ROH （2000年、タイトル・リスワーク）
- メトロポリス （2001年、タイトル制作）
- 劇場版 カウボーイビバップ 天国の扉 （2001年、タイトル・リスワーク）
- パルムの樹 （2002年、リスワーク・クレジットタイトル）

## 主なスタッフ（過去の所属者も含む）
- 牧正宏（代表取締役社長）
- 安食光弘(タイトルデザイン)現在　増田光弘、増田千秋の元に婿入り
- 増田千秋(夫は安食光弘)
- 高橋恵子(現在名KeikoT.OldsArt U.S.A.ガラスの破片でランプやオブジェを作っいる。元鉛筆画アーチスト、野生動物保護アクティビスト、西城秀樹の没後、YouTubeでアニメを混ぜ込んだパロディーを描いている。ミソワールドと呼ばれる独特な世界に賛否両論。YouTube名: MisoLittleCrow /ミソ放送局MHK
- 馬場秀雄
- 小畠公和
- 遠藤公祐
- 塩入真弓
- 徳井良恵
- 岸村弘明
- いのまたむつみ（現：イラストレーター。高校在学中、同社で仕上のアルバイトをしていた経験がある。日本にマイケル・ジャクソンが来日した際、彼がいのまたむつみに興味を持ち、マンツーマンの独占インタビューという異例の出来事がある)